# Géo Dambermont
Géo Dambermont, né le 17 septembre 1909 à Liège en Belgique et mort en 1970 à Angleur en Belgique, est un écrivain belge, auteur de roman policier.

## Biographie
Architecte de formation, il publie pendant la Seconde Guerre mondiale, six romans policiers dont cinq dans la collection Le Jury  fondé par Stanislas-André Steeman.
Il est inhumé au Cimetière d'Angleur-Sarts.

## Œuvre

### Romans
- Mort le venin, Le Jury no 17 (1941), réédition Éditions Hallet, collection Le Défi (1968)
- Le Grand Feu, Le Jury no 25 ((1941)
- Le Prélude de Pugnani, Le Jury no 35 (1942)
- La Ganache, Le Jury no 54 (1942)
- Le Cyclope, Le Sphinx no 10 (1943)
- Auto-stop, Le Jury no XV (1943)